# Postojna
Postojna (česky Postojná, německy Adelsberg, italsky Postumia) je město a zároveň občina v jihozápadním Slovinsku, vzdálená asi 45 km od Lublaně.
Na jejím území se nachází známá a hojně navštěvovaná Postojenská jeskyně.

## Přírodní poměry a poloha
Postojnou protékají řeky Pivka a Nanoščica, které se v jeskyních spojují v podzemní řeku. Postojna leží mezi vnitrozemskou a přímořskou částí Slovinska, čemuž odpovídají i klimatické vlivy. Typické jsou velké teplotní rozdíly a mnoho srážek. Její okolí tvoří převážně lesy, hory a kopce. Vrcholky se pohybují s nadmořskou výškou mezi 600 až 1000 m n. m. Jeden z nich (Sovič) zasahuje přímo do samotného města. Navštěvován je také vrchol Pečna reber, poblíž města. Časté jsou silné větry.

## Historie

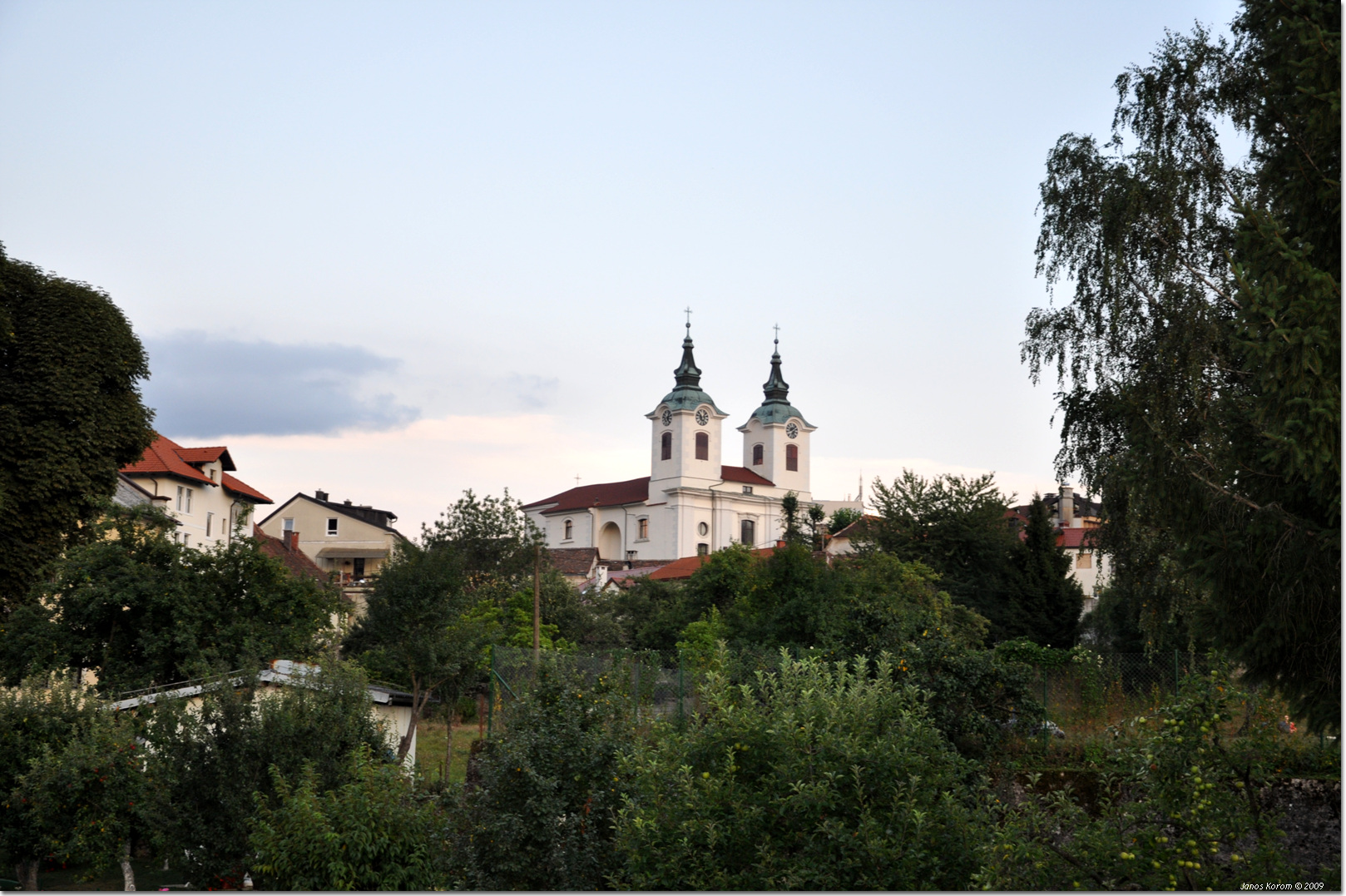
Panorama s kostelem sv. Štěpána

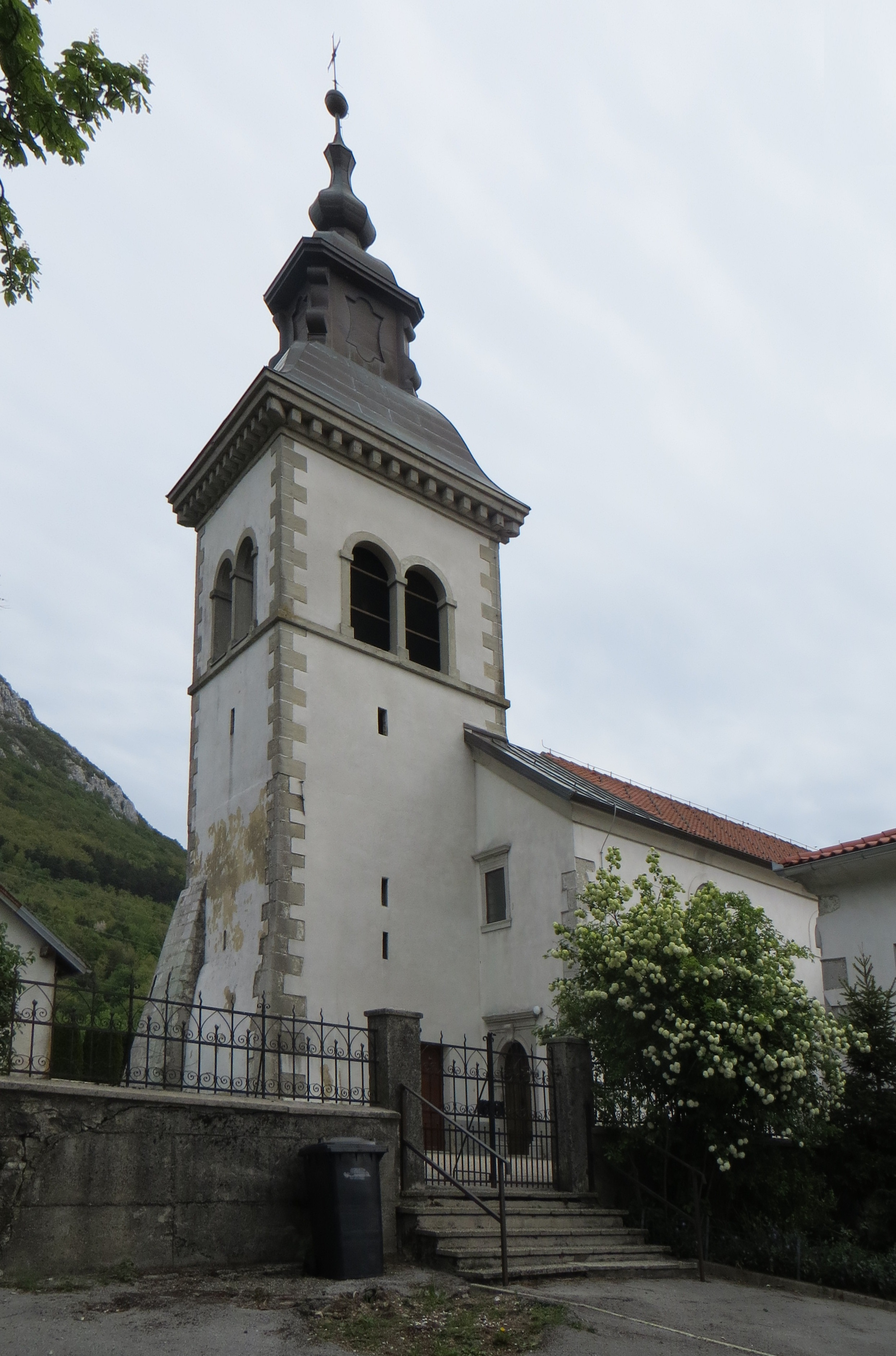
Románský kostel N. Trojice

Významné archeologické nálezy svědčí o osídlení Postojenských jeskyní již v době paleolitu. První písemná zmínka o obci pochází z roku 1226. Církevní správu tehdy měl Akvilejský patriarchát, díky němu bylo v okolí (na území celé občiny) vystavěno několik kostelů. Roku 1432 obec obdržela tržní právo. Náležela ke Kraňskému vévodství a s ním od 16. století do roku 1918 k Habsburské monarchii. V 16. století byla oblast i s obcí obsazena osmanskými Turky.[zdroj?] Od roku 1777 byl budován nový kostel a v roce 1794 se Postojna stala sídlem s vlastní farností.
V roce 1869 město vyhořelo. Na počátku 19. století byla pro rozvoj sídla velkou událostí výstavba silnice z Rijeky do vnitrozemí, která tudy procházela (a směřovala až do Lublaně).
Roku 1909 se Postojná stala městem. Jen o několik málo desetiletí dříve byly objeveny místní jeskyně, což odstartovalo rozvoj turistiky a také růst města.
V letech 1918–1945 nesla název Postumia (též se někde objevuje jako Postumia Grotte) a patřila do italské terstské provincie. V okolí města byly tehdy vybudovány vojenské bunkry. Město bylo v letech 1923 až 1928 městem okresním a těžilo mimo jiné z rozvoje turistiky a blízkosti tehdejší italsko-jugoslávské hranice. Několik desítek let italské nadvlády nicméně ovlivnily etnické složení ve městě.
Po druhé světové válce bylo v souvislosti se změnami hranic připojeno k Slovinsku. V poválečné Jugoslávii zde sídlil dřevovýrobní podnik s názvem Javor. Ten po rozpadu Jugoslávie zkrachoval.
Sídlí zde Speleologický institut Slovinské akademie věd.

## Kultura a památky
Ve městě se nachází Muzeum vnitřního Kraňska. Stojí zde rovněž i kulturní dům. Místní knihovna nese název podle Bena Zupančiče.
- Kostel sv. Štěpána – zbudován ve 13. století pod správou Akvilejského patriarchátu, v 16. století vypleněn osmanskými Turky; současná dvouvěžová trojlodní bazilika je barokní z 18. století, je dominantou starého města, zařízení z 19. století
- Kostel Nejsv. Trojice – románský, později přestavovaný, proti Turkům opevněn jako refugium
- Dvorec Hošperk (německy Haasberg)
- Pozůstatky postojenského hradu (německy Adelsberg)
- Hřbitovní kaple sv. Lazara – barokní
- Jamski dvorec u vyvěračky řeky Pivky spolu s hotelem a Modrijanovým mlýnem.

V okolí:
- Postojenské jeskyně
- Predjamský hrad (Grad Predjama) – románský hrad, přestavěný v 14.–15. století, leží asi 9 km severozápadně od města;
- Veliko Ubeljsko – vesnice s románským kostelem sv. Oldřicha (sveti Urh)

Nedaleko města jsou Postojnské jeskyně, dvacetikilometrový systém jeskyní, ve kterých žije macarát jeskynní, tzv. lidská ryba. Jméno má podle své barvy, která je podobná lidské kůži. Macaráta má město ve svém znaku.

## Ekonomika
Dříve zde byl zastoupen již zmíněný dřevozpracující průmysl. Průmyslová oblast se nachází na jihozápadním okraji města v lokalitě Kazarje. Dnes je významným zdrojem pracovních příležitostí především turistika.[zdroj?]

## Doprava

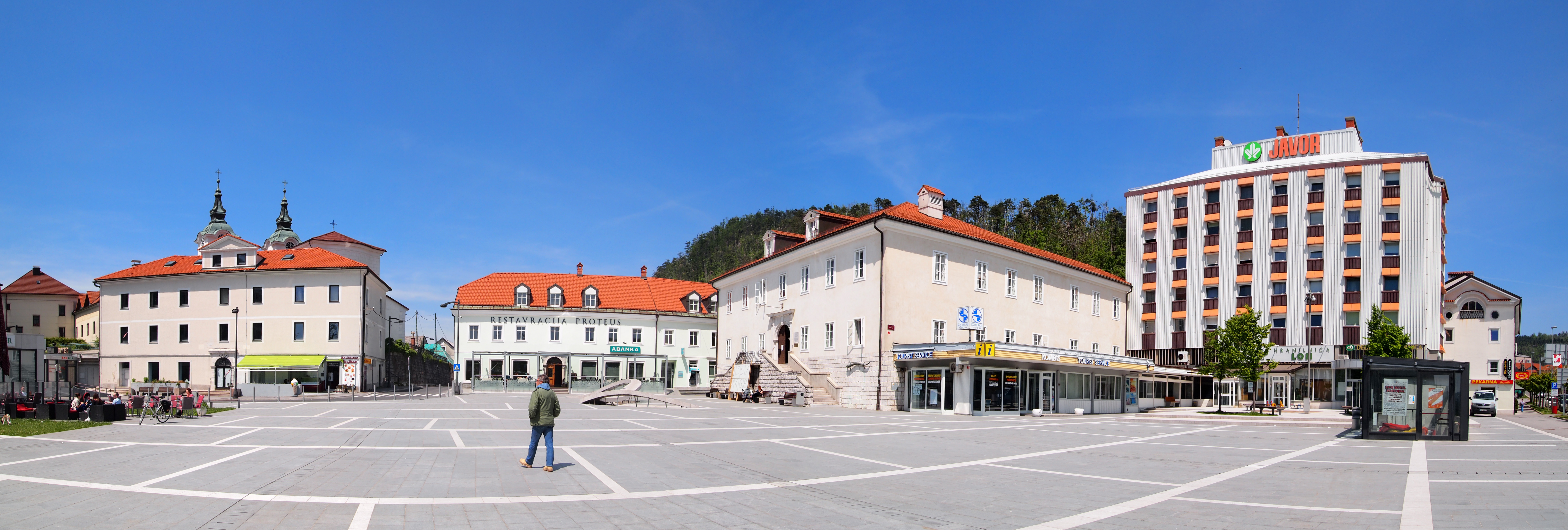
Titův trh – centrum města

Od roku 1856 vede městem trať někdejší Jižní dráhy, spojující Vídeň a Terst. Postojna je nejvýše položenou stanicí v celém Slovinsku (582 m). 
Kousek od města východním směrem vede dálnice A1, která spojuje Lublaň s Koperem a s Itálií.

## Turistika
Camping – nedaleko města u jeskyně Pivka jama, je východiskem horské turistiky.

## Bezpečnost
Na severním okraji města se nacházejí kasárny slovinské armády (Andreja Čehovina) a jihovýchodně od města potom vojenský výcvikový prostor (Vadbišče Poček).

## Rodáci
- Luka Čeč (1785–1836) – slovinský speleolog, jako první prozkoumal, zmapoval a popsal Postojenské jeskyně
- Samuel Žbogar (̈* 1962) – slovinský diplomat a politik
- Rajmond Debevec (* 1963) – slovinský sportovní střelec
- Borut Pahor (* 1963) – slovinský politik, 4. předseda vlády Slovinska
- Tamara Zidanšeková (* 1998) – slovinská tenistka